# Hemmingsjord
Hemmingsjord est une localité du comté de Troms, en Norvège.

## Géographie
Administrativement, Hemmingsjord fait partie de la kommune de Sørreisa.